# 우주의 별이
《우주의 별이》는 2017년 1월 26일부터 2월 9일까지 MBC에서 방영된 《세가지색 판타지》의 첫 번째 드라마이다.
이 드라마는 네이버와 iMBC가 공동 제작하였다. 또한 제20회 아시아 TV 어워즈에서 최우수 단편 드라마로 수상한 《퐁당퐁당 Love》로 유명한 김지현 PD가 각본과 연출을 맡은 작품이다. 한편, 2016년 9월에 상암동 MBC 방송국에서 첫 대본 리딩하였다.

## 줄거리
사고로 죽은 여고생 별이가 저승사자가 되어 이승의 스타 '우주'의 죽음을 막기위해 고군분투하게 되는 순수한 사랑의 판타지를 그린 드라마이다.

## 등장 인물

### 주요 인물
- 김준면 : 우주 역
- 지우 : 별이 역

### 주변 인물
- 신현수 : 구세주 역
- 나해령 : 연소리 역
- 고규필 : 고매니저 역
- 이시언 : 조용기 역
- 윤진솔 : 각시 역
- 이지훈 : 엄대표 역

### 그 외
- 이칸희
- 강정연
- 이동용
- 강정연
- 문경민
- 김오복
- 이나현
- 김주영
- 김재쳘
- 김기천 : 엄춘길 역
- 유병선
- 장서우
- 리민

### 특별출연
- 주진모 : 구선관 소장 역
- 이대연 : 우주의 아버지 역
- 레이디 제인 : 조이나 역

## 회차별 정보
| 회차 | 업로드 일자     | 런닝 타임 |
| ---- | --------------- | --------- |
| 1화  | 2017년 1월 23일 | 11:55     |
| 2화  | 2017년 1월 23일 | 17:10     |
| 3화  | 2017년 1월 23일 | 13:28     |
| 4화  | 2017년 1월 24일 | 08:05     |
| 5화  | 2017년 1월 25일 | 05:37     |
| 6화  | 2017년 1월 27일 | 09:23     |
| 7화  | 2017년 1월 27일 | 07:17     |
| 8화  | 2017년 1월 30일 | 09:37     |
| 9화  | 2017년 1월 30일 | 09:43     |
| 10화 | 2017년 1월 30일 | 09:54     |
| 11화 | 2017년 1월 31일 | 07:51     |
| 12화 | 2017년 2월 1일  | 09:34     |
| 13화 | 2017년 2월 3일  | 12:37     |
| 14화 | 2017년 2월 3일  | 14:19     |
| 15화 | 2017년 2월 6일  | 08:38     |
| 16화 | 2017년 2월 6일  | 08:59     |
| 17화 | 2017년 2월 6일  | 11:41     |
| 18화 | 2017년 2월 7일  | 08:15     |
| 19화 | 2017년 2월 8일  | 07:01     |
| 20화 | 2017년 2월 10일 | 11:38     |
| 21화 | 2017년 2월 10일 | 12:44     |

## 사운드트랙
| #            | 제목                                 | 작사                 | 작곡         | 재생 시간 |
| ------------ | ------------------------------------ | -------------------- | ------------ | --------- |
| 1.           | 〈낮에 뜨는 별〉 (수호 (feat. 레미)) | 정지찬               | 정지찬       | 3:08      |
| 2.           | 〈처음 본 순간〉 (레미)              | 정지찬, 윤혜주, 레미 | 정지찬       | 3:19      |
| 3.           | 〈낮에 뜨는 별 (Inst.)〉             |                      | 정지찬       | 3:08      |
| 4.           | 〈처음 본 순간 (Inst.)〉             |                      | 정지찬       | 3:19      |
| 총 재생 시간 | 총 재생 시간                         | 총 재생 시간         | 총 재생 시간 | 12:54     |

## 시청률
최저 시청률과 최고 시청률은 시청률 조사회사와 지역별로 시청률에 차이가 있을 수 있습니다.
| 회차        | 방송일          | AGB 시청률 | TNmS 시청률 |
| ----------- | --------------- | ---------- | ----------- |
| 1화         | 2017년 1월 26일 | 1.4%       | 2.1%        |
| 2화         | 2017년 1월 26일 | 1.0%       | 2.1%        |
| 3화         | 2017년 2월 2일  | 2.4%       | 1.7%        |
| 4화         | 2017년 2월 2일  | 1.5%       | 1.1%        |
| 5화         | 2017년 2월 9일  | 1.2%       | 1.3%        |
| 6화         | 2017년 2월 9일  | 1.0%       | 0.8%        |
| 평균 시청률 | 평균 시청률     | 1.4%       | 1.5%        |

## 경쟁 프로그램
- 해피투게더 (KBS 2TV)
- 자기야 백년손님 (SBS TV)